# Исламска заједница у Србији
Исламска заједница у Србији са седиштем у Новом Пазару је једна од две организације исламских верника на територији Србије. Формирана је 2007. године у Новом Пазару. Друга активна заједница у земљи и врховно тело свих муслимана у Србији је Исламска заједница Србије. 
Исламска заједница у Србији чини засебан мешихат у саставу Ријасета Исламске заједнице у Босни и Херцеговини, а подељена је на четири муфтијства: санџачко, београдско, новосадско и прешевско.